# Aethopyga ignicauda
Aethopyga ignicauda е вид птица от семейство Nectariniidae. Видът е незастрашен от изчезване.

## Разпространение
Разпространен е в Бангладеш, Бутан, Китай, Индия, Мианмар, Непал и Тайланд.